# Michael Buscher

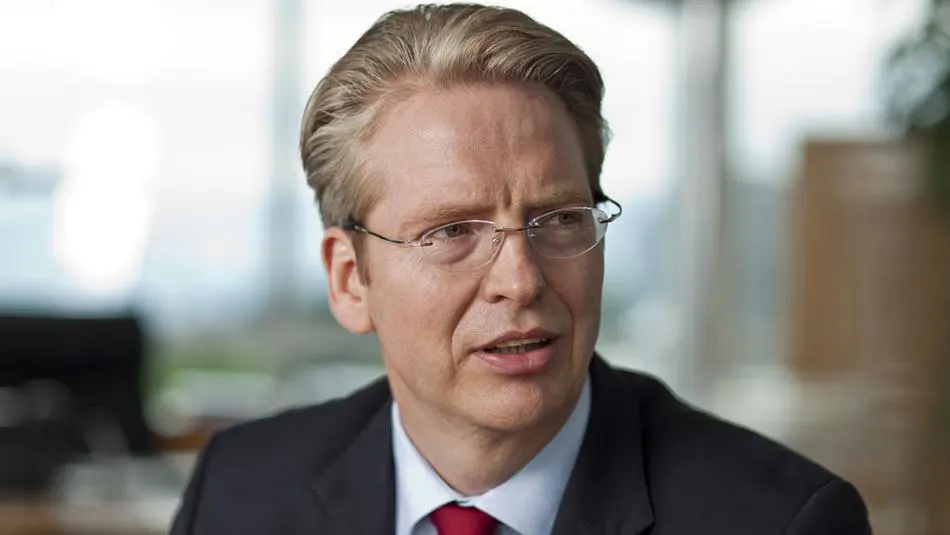
Michael Buscher, Miteigentümer sowie CEO der CITTTIC AG

Michael Buscher (* 25. Juni 1965 in Hanau) ist ein Unternehmer und Manager mit deutsch-schweizerischer Doppelstaatsbürgerschaft. Seit 2015 ist er Miteigentümer sowie CEO der CITTTIC AG. Von 2013 bis Ende 2014 war er Vorstandsvorsitzender der Knorr-Bremse AG, Deutschland. Zuvor führte er als Chief Executive Officer den Schweizer Industriekonzern OC Oerlikon aus der größten Krise seiner Firmengeschichte.

## Werdegang
Nach dem Abitur und Militärdienst studierte Buscher Elektrotechnik an der Technischen Universität Darmstadt. Dort graduierte er 1990 zum Diplom-Ingenieur und wurde 1995 promoviert.
Nach dem Studium nahm Buscher verschiedene Fach- und Führungsaufgaben bei AEG, ABB, Adtranz und DaimlerChrysler Rail Systems wahr. Ab 2003 verantwortete er bei Bombardier als Vice President der Geschäftseinheit Locomotives die Sanierung der weltweiten Lokomotiventwicklung. 2004 zog er zusätzlich in die Geschäftsführung von Bombardier Schweiz ein. Im Februar 2007 übernahm er die Leitung der Geschäftseinheit Propulsion & Controls und verdoppelte deren Umsatz auf rund 1 Milliarde Schweizer Franken. Nach 21 Jahren Firmenzugehörigkeit in einem von diversen Firmenkonsolidierungen geprägten Umfeld verließ er im April 2010 den Konzern.
Im Mai 2010 trat Buscher die Nachfolge von Hans Ziegler als CEO von OC Oerlikon an. Zu diesem Zeitpunkt befand sich der Konzern in finanziellen Schwierigkeiten: Zum Geschäftsjahresende 2009 betrug dessen Nettoverschuldung 1,65 Milliarden Schweizer Franken und der EBIT-Verlust 589 Millionen Schweizer Franken. Unter Buschers Führung erfolgte eine tiefgreifende operative Restrukturierung und strategische Neuausrichtung des Konzerns. Am Ende des Geschäftsjahres 2012 war der Konzern frei von Nettoschulden, stieg der Umsatz auf 2,9 Milliarden Schweizer Franken und der EBIT-Gewinn auf 421 Millionen Schweizer Franken.
Im März 2013 wurde bekanntgegeben, dass sich Buscher beruflich neu orientieren will und das Unternehmen verlässt. Im April 2013 folgte die Veröffentlichung, dass Buscher am 1. Juli 2013 Vorstandsvorsitzender von Knorr-Bremse AG wird, in dessen Aufsichtsrat er bis dahin Mitglied war. Zum Ende des Jahres 2014 gab Buscher sein Amt ab, um sich anderen beruflichen Aufgaben zu widmen. Zu diesem Zeitpunkt erwirtschaftete Knorr-Bremse einen Umsatz von 5,2 Milliarden Euro bei hoher Profitabilität. 
Seit 2015 ist Michael Buscher CEO und Verwaltungsratsmitglied sowie zusammen mit Jan Hummel (Verwaltungsratspräsident) Gründer und Hauptaktionär der CITTTIC AG. CITTTIC Industries nahm die Geschäftstätigkeit im Juli 2015 mit dem Kauf der Schaltag-Gruppe auf.